# Hiba Tawaji
Hiba Tawaji (en arabe : هبة طوجي), née à Beyrouth (Liban) le 10 décembre 1987 est une chanteuse, actrice et réalisatrice libanaise, ayant notamment comme chanteuse participé à l'émission The Voice, puis succédé à Hélène Ségara, avec Elhaida Dani, pour interpréter le rôle d'Esméralda dans la comédie musicale Notre-Dame de Paris.

## Biographie
Hiba Tawaji naît à Beyrouth (Liban) le 10 décembre 1987, au sein d'une famille arabe chrétienne.
Le 19 septembre 2020, elle épouse à Paris le trompettiste franco-libanais Ibrahim Maalouf,,.

## Carrière

### Carrière musicale
Hiba Tawaji interprète différents styles de musique : l'opéra en tant que soprano, la musique pop, le tarab oriental et le jazz. Trilingue, elle chante en arabe, en français et en anglais.

#### Participation à l'émissionThe Voice
Déjà connue au Liban et dans le monde arabe, Hiba Tawaji participe en 2015 aux auditions à l'aveugle de la Saison 4 de The Voice : La Plus Belle Voix sur TF1 (diffusée le 24 janvier) où elle interprète La Bidayi Wala Nihayi, chanson en arabe sur la musique de la chanson Les Moulins de mon cœur de Michel Legrand, figurant dans son premier album éponyme. Elle fait l'unanimité parmi le jury et choisit Mika comme coach. Elle remporte la battle contre Nög où elle interprète Mon amie la rose de Françoise Hardy (le 7 mars 2015), et se qualifie pour l'épreuve ultime qu'elle remporte en interprétant Fighter de Christina Aguilera, contre Jacques Rivet et Mariana Tootsie (le 28 mars 2015), se qualifiant pour les shows en direct. C'est le 4 avril suivant qu'elle chante pour la première fois en direct sur TF1 avec la chanson Everytime de Britney Spears. Elle accède directement aux quarts de finale grâce aux votes des téléspectateurs. Le 11 avril, elle interprète Amoureuse de Véronique Sanson et elle est choisie encore une fois par le public. Elle est éliminée le 18 avril face à David Thibault en demi-finale, après avoir interprété Pas là de Vianney. Elle est cependant présente pour la tournée The Voice, qui passe en l’occurrence par le Liban, au Festival International de Jounieh,,,,,.

#### AprèsThe Voice
En 2015, Hiba Tawaji signe un contrat chez Mercury Records.
Elle participe ensuite à des émissions de télévision, et donne des concerts au Liban, en Jordanie, en Chine,,,,,,.
En 2019, elle annonce prêter sa voix (parlée et chantée) à Jasmine pour la version Française du nouveau film Disney Aladdin, et avec Oussama Rahbani, elle chante le concert de Noël à l'église du Sacré-Cœur, concert diffusé sur la chaîne MTV (Liban) le 25 décembre 2019.

#### Notre-Dame de Paris
De 2016 à 2019, succédant à Hélène Ségara, Hiba Tawaji partage avec Elhaida Dani l'interprétation du rôle d'Esméralda dans la comédie musicale Notre-Dame de Paris durant les tournée en France et à l'étranger. Elle reprend le rôle à New-York en 202)|Notre-Da2 puis en France pour la saison 2023-2024,.

#### Collaboration avec le musicien et compositeur Oussama Rahbani
Hiba Tawaji participe avec Oussama Rahbani à de nombreux concerts et festivals : au « Sharjah World Music Festival 2017 », en mars 2017 pour la première fois au Maroc, en août 2017 dans le cadre du Festival International des Cèdres, ils célèbrent leurs dix années de collaboration artistique, en août 2017,, en septembre 2017 au Beirut International Adha Festival, pour la première fois à Riyad (Arabie Saoudite) au Centre Culturel Roi-Fahd, en avril 2018 pour la première fois en Egypte au Caire, en juin 2018 au Festival de Mawazine au Maroc, en juillet 2018 en Tunisie au Festival International de Carthage et au Festival international de Hammamet, en novembre 2018 à l'opéra de Dubai. Le 15 décembre 2018 ils chantent le Concert de Noël à Our lady of Mantara, Maghdouche (Sud Liban), concert retransmis sur MTVLiban le 25 décembre. En février 2019, ils se produisent pour la seconde fois au Caire dans le cadre du Cairo Festival City, puis en avril 2019 en Jordanie à Aqaba.

##### Ouverture de la cathédrale de Notre Dame de Paris
Hiba Tawaji chante l’Ave Maria au parvis de la Cathédrale de Notre Dame de Paris pour la cérémonie d’ouverture après cinq ans de travaux pour la réhabilitation de cathédrale dont le feu a ravagé la charpente et le toit. Elle est parmi des stars lyriques et des musiciens de grande renommée.

### Carrière de réalisatrice
Dans le cadre de son diplôme de l'Institut d'études scéniques, audiovisuelles et cinématographiques de l’USJ, elle réalise le court métrage The Rope, qui remporte le prix du meilleur film narratif à la 4e édition du Festival du film du Moyen-Orient à Abou Dhabi en avril 2013.

## Publications
Le 24 mars 2014, elle sort Khalas, un single dont le texte est encore rédigé par Ghadi Rahbani et la musique composée par Oussama Rahbani. Le clip a été tourné à Paris par le producteur Fabrice Begotti. La chanson apparaît dans Ya Habibi (Mon amour), tout comme le second single, Al Rabih Al Arabi (Le Printemps Arabe) qui évoque le Printemps arabe et ses conséquences. Le 1er août 2014, elle sort un clip en hommage à l'armée libanaise, nommé Metl el Chajar Mazrouiin (Plantés comme des arbres). Elle sort ensuite deux clips de reprises : I Have Nothing, de Whitney Houston, et Vole de Céline Dion.
Le 2 septembre 2015 sont présentés en exclusivité sur le site Anghami.com trois singles en langue arabe, dont la musique a été composée par Oussama Rahbani et les paroles écrites par Ghadi Rahbani. Il s'agit de Awlad El Chawareh (Les enfants des rues), Yemken Habbeytak (Je t'ai peut-être aimé) et Balad El Tanaod (Le pays des contradictions). Le 14 septembre 2015 sort le single Metl El Chajar Mazrouin en langue arabe.
Hiba Tawaji participe à l'album We love Disney (Best Of) en interprétant Nuits d'Arabie du dessin animé Aladin.
Le 29 janvier 2016, elle sort le single Comme un symbole. Le 11 mars 2016, elle publie l'album Hits.
Le 31 décembre 2016, le clip de sa nouvelle chanson Bghannilak ya Watani signifiant Je te chante ma patrie est diffusé pour la première fois sur la chaine libanaise LBC, puis sur plusieurs réseaux sociaux comme Youtube ou Anghami. Le 26 mars 2017, Hiba Tawaji enregistre une version arabe de My Time, une chanson de Elena d'Avalor de Disney Channel. Le 30 mars 2017, sort son double album Hiba Tawaji30 en langue arabe, produit par Oussama Rahbani.
Le 11 décembre 2017, Hiba Tawaji dévoile jour après jour sur le site Anghami un nouvel album, Hallelujah (chants de Noël en arabe et anglais) produit par Oussama Rahbani. Le 16 décembre 2017, sort le du clip-vidéo Silent night de cet album Hallelujah tourné à Paris et dirigé par Nicolas Tussing.
Le 17 avril 2018, le vidéo-clip Sallem aala Masr / هبه طوجي - سلّم على مصر est publiésur toutes les plateformes spécialement pour un concert en Egypte à venir. Le 26 mai 2018 est mis en ligne le clip-musical Jayi Ta Salli Bfayyatak / هبه طوجي - جايي تصلي بفياتك.
Le 24 juin 2018, en soutien aux femmes d'Arabie Saoudite pour le droit de conduire, Hiba Tawaji met en ligne un clip-vidéo réalisé par elle-même. Le 6 juillet 2018, elle met en ligne la dance-vidéo de Tir w Aalli (chanson de son album HibaTawaji30) chorégraphié par Alexandre Lacoste.
Le 29 juin 2019, elle participe comme invitée au concert d'Andrea Bocelli dans le cadre du Festival International des Cèdres au Liban.
Les 15 et 16 juillet 2019, deux représentations de Moulouk al-Tawaef écrite par Mansour Rajhbani sont présentés, avec Hiba Tawaji et Ghassen Saliba dans les rôles principaux dans le cadre du Festival de Carthage (Tunisie).
Le 3 août 2019, mise en ligne de son dernier vidéo-clip Enta Habibi sur sa chaîne Youtube.

## Doublage
- 2019 : Aladdin : Jasmine (Naomi Scott) Dans la version québécoise française*, puisque les chansons originales de 1992 avaient des paroles différentes au Québec de celles en France, Hiba Tawaji a interprété à nouveau "A Whole New World", avec les paroles québécoises. La chanson « Speechless » est cependant la même version en France et au Québec.

## Pour approfondir